# Liste der Naturdenkmäler in Solingen-Wald
Die Liste der Naturdenkmäler in Solingen-Wald enthält die Naturdenkmäler des Ortsteiles. Naturdenkmäler sind durch die Ordnungsbehördliche Verordnung zum Schutz von Naturdenkmälern für das Gebiet der Stadt Solingen vom 21.09.2007 geschützt.
Diese Liste ist Teil der Liste der Naturdenkmäler in Solingen.

## Liste der Naturdenkmäler
| Nr. | Baumart                   | Adresse                              | Flur | Flurstück | Umfang in 1 m Bodenhöhe | Bild | weitere Informationen                               |
| --- | ------------------------- | ------------------------------------ | ---- | --------- | ----------------------- | ---- | --------------------------------------------------- |
| 2   | Blutbuche                 | Heresbachstraße 7 ⊙                  | 42   | 90        | 3,10                    |      |                                                     |
| 2   | Rosskastanie              | Heresbachstraße 7 ⊙                  | 42   | 90        | 4,10                    |      |                                                     |
| 3   | Bergahorn                 | In der Freiheit 23 ⊙                 | 15   | 113       | 3,30                    |      |                                                     |
| 13  | Blutbuche                 | Beethovenstraße 111 ⊙                | 103  | 122       | 3,55                    |      |                                                     |
| 14  | Hängebuche                | Gotenstraße ⊙                        | 60   | 57        | 2,45                    |      |                                                     |
| 15  | Blutbuche                 | Germanenstraße 12 ⊙                  | 48   | 23        | 2,85                    |      | (2016-06 > kein Baum zu sehen, gerodet?)            |
| 18  | Bergahorn                 | Nibelungenstraße 66 ⊙                | 50   | 20        | 3,80                    |      |                                                     |
| 23  | Blutbuche                 | Mangenberger Straße 64, 66 ⊙         | 105  | 32, 136   | 4,85                    |      |                                                     |
| 85  | geschlitztblättrige Buche | Altenhofer Straße 66 ⊙               | 27   | 56        | 3,10                    |      |                                                     |
| 87  | Blutbuche                 | Alleestraße 1/Schlagbaumer Straße ⊙  | 50   | 31        | 3,15                    |      |                                                     |
| 89  | Blutbuche                 | Schlagbaumer Straße 114 ⊙            | 50   | 33        | 3,10                    |      |                                                     |
| 104 | Winterlinde               | Adolf-Clarenbach-Straße 1 ⊙          | 30   | 236       | 2,90                    |      | Der Baum musste zu Jahresbeginn 2023 gefällt werden |
| 105 | Trauerweide               | Wittkuller Straße ⊙                  | 22   | 180       | 3,80                    |      | Sportplatz                                          |
| 105 | Trauerweide               | Wittkuller Straße ⊙                  | 22   | 180       | 3,55                    |      | Sportplatz                                          |
| 105 | Trauerweide               | Wittkuller Straße ⊙                  | 22   | 180       | 3,25                    |      | Sportplatz                                          |
| 107 | Roßkastanie               | Wittkuller Straße 103 ⊙              | 19   | 165       | 3,45                    |      |                                                     |
| 109 | Roßkastanie               | Stübbener Straße 19 ⊙                | 18   | 30        | 3,75                    |      |                                                     |
| 110 | Blutbuche                 | Dültgenstaler Straße 64 ⊙            | 83   | 89        | 3,25                    |      |                                                     |
| 111 | Blutbuche                 | Friedrich-Ebert-Straße 17 ⊙          | 36   | 85        | 4,05                    |      |                                                     |
| 112 | Stieleiche                | Ehrenstraße/Fuhrstraße 1, 1 a, 1 b ⊙ | 14   | 161       | 2,80                    |      |                                                     |
| 113 | Roßkastanie               | Eipaßstraße 97 ⊙                     | 11   | 4         | 3,90                    |      |                                                     |